# Phasmahyla timbo
Phasmahyla timbo és una espècie d'amfibi anur pertanyent a la família Hylidae. És endèmica del Brasil. Aquesta espècie és endèmica de Brasil i es troba a 800 m d'altitud en la Serra del Timbó en Amargosa en l'Estat de Bahia.